# Nature Energy
Nature Energy è una rivista scientifica mensile di ingegneria energetica, sottoposta a revisione paritaria e pubblicata dalla Nature Portfolio. Il caporedattore è Nicky Dean.
Il record di efficienza energetica del 2017 (26,6%) nella tecnologia delle celle solari è stato pubblicato da tale rivista.
Secondo il Journal Citation Reports, nel 2021 Nature eEnergy ha avuto un fattore di impatto pari a 67,439, collocandosi al primo posto fra altre 119 riviste della categoria “Energia e combustibili" e al secondo posto di 345 riviste presenti nella categoria “Scienza dei materiali, multidisciplinare”.